# Élection gouvernorale dans l'oblast d'Orenbourg de 2024
L'élection gouvernorale dans l'oblast d'Orenbourg de 2024 a lieu le 8 septembre 2024 lors des infranationales russes afin d'élire le gouverneur de l'oblast d'Orenbourg, l'un des oblasts de la fédération de Russie. Le gouverneur sortant Denis Pasler brigue un second mandat.

## Contexte
L'actualité russe est marquée par l'invasion russe de l'Ukraine depuis 2022 ainsi que par la réélection de Vladimir Poutine en mars 2024, élection considérée comme non-libre. Le principal dirigeant de l'opposition russe, Alexeï Navalny, emprisonné depuis 2021, meurt en détention en février 2024.
En janvier 2022, des rumeurs ont fait surface selon lesquelles le gouverneur Pasler démissionnerait dans peu de temps et retournerait dans le secteur privé, cependant, Pasler n'a jamais réellement démissionné en 2022. En novembre 2023, il a de nouveau été rapporté que Pasler avait envisagé de prendre sa retraite depuis au moins 2021. et il était pensé qu'il démissionnerait au printemps 2024, avant les élections au poste de gouverneur de 2024. En cas de démission anticipée de Pasler, le conseiller de l'administration présidentielle, Aleksandr Sokolov, avait été considéré comme une personne potentielle avant sa nomination au poste de gouverneur par intérim de l'oblast de Kirov en mai 2022. La sénatrice Afanassieva a exprimé son intérêt à se présenter au poste de gouverneur pour succéder à Pasler en 2024, tandis que certains experts considèrent le membre de la Douma d'État Oleg Dimov comme le favori pour ce poste.  
Les rumeurs sur la retraite potentielle de Pasler se sont intensifiées début 2024 après l'effondrement désastreux du barrage d'Orsk, laissant Orsk, la deuxième plus grande ville de la région, inondée depuis début avril. Cependant, en mai 2024, lors d'une réunion avec le président Vladimir Poutine, le gouverneur Pasler a annoncé son intention de briguer un second mandat et a reçu le soutien de Poutine.  

## Système électoral
Le gouverneur est élu au scrutin uninominal majoritaire à deux tours pour un mandat de cinq ans. Est déclaré élu le candidat ayant recueilli la majorité absolue au premier tour. À défaut, les deux candidats arrivés en tête s'affrontent au second tour, et celui recueillant le plus de voix l'emporte. 
Dans l'oblast, les candidats ne peuvent être nommés que par des partis politiques enregistrés. Le candidat à la tête de la république doit être citoyen russe et âgé d'au moins 30 ans. Les candidats à la tête ne doivent pas avoir de citoyenneté étrangère ni de permis de séjour. Chaque candidat, pour être inscrit, doit recueillir au moins 5 % des signatures des membres et chefs de municipaliés. Les candidats présentent également 3 candidatures au Conseil de la fédération et le vainqueur de l'élection nomme plus tard l'un des candidats présentés. 

## Candidats

### Déclarés
- Gennadui Averianov (Russie unie), membre de l'Assemblée législative de l'oblast d'Orenbourg (1998-2002, 2006-présent)[9]
- Vladimir Goudomarov (KPRF), membre de l' Assemblée législative de l'oblast d'Orenbourg (2021-présent) [10]
- Denis Pasler (Russie unie), gouverneur sortant de l'oblast d'Orenbourg (2019-présent) [9]

## Résultats
| Candidats                | Candidats           | Partis                  | Votes | %   |
| ------------------------ | ------------------- | ----------------------- | ----- | --- |
|                          | Denis Pasler        | Russie unie             |       |     |
|                          | Vladimir Goudomarov | Parti communiste        |       |     |
|                          |                     | Parti libéral-démocrate |       |     |
|                          |                     | Russie juste            |       |     |
|                          | Autres candidats    |                         |       |     |
|                          |                     |                         |       |     |
| Votes valides            |                     |                         |       |     |
| Votes blancs et nuls     |                     |                         |       |     |
| Total                    | Total               | Total                   |       | 100 |
| Abstention               |                     |                         |       |     |
| Inscrits / participation |                     |                         |       |     |